# طفح ظاهر
الطفح الظاهر أو الطَّفَحِيَّة أو الحُمَّى الطفحية أو النُّفَاط (بالإنجليزية: exanthema) وتسمى أيضا الحمى الطفحية.و هو الاسم الطبي المعطى إلى طفح واسع الانتشار. عادة ما تصيب الأطفال، تصاحبه أعراض شاملة مثل الحمى، التوعك والصداع. ويسببها عادة حالة معدية مثل فيروس، وتمثل إما ردة فعل لسم (تكسين) تنتجه الجرثومة، أي تلف بالجلد بسبب الجرثومة، أو استجابة مناعية. وقد تجدث الطفحية أيضا بسبب دواء ما (بخاصة المضادات الحيوية), أو تحدث نتيجة عن أمراض المناعة الذاتية.والطفحية (Exanthem) تختلف تماما عن طفح باطن (Enanthem).

## الأنواع
| الاسم                          | الصفة                                           | الفايروس                                     |
| ------------------------------ | ----------------------------------------------- | -------------------------------------------- |
| الجدري المائى                  | الجديري varicella                               | فيروس نطاقي حماقي                            |
| الحصبة                         | موربيلي morbilli                                | فيروس الحصبة                                 |
| الحصبة الألمانية               | روبيللا rubella                                 | فيروس الحصبة الألمانية                       |
| الطفح الوردي                   | Roseola                                         | فيروس الحلأ البسيط، فيروس HHV-7, فيروس HHV-6 |
| المرض الخامس                   | الحمامى المعدية erythema infectiosum            | فيروس صغير ب19                               |
| الحمى الطفحية الجانبية الظهرية | طفحية من جانب واحد(ULE) Laterothoracic exanthem | فيروس غير معروف                              |

## الأسباب
اسباب الطفحية أو الحمة الطفحية عديدة ومنها:
1-داء كاواساكي.
الأمراض الريكيتسية
الجدري.
داء وحيدات النواة المعدي.
الحمى القرمزية.
مرض المكورات السحائى
عدوى سم تكسين، البكتيريا العنقودية.
متلازمة الصدمة التسممية
متلازمة الجلد المتحرق أو المسموط العنقودية (Staphylococcal scalded skin syndrome - SSSS).
متلازمة البكتيرية العقدية الشبيهة بالصدمة التسممية (Streptococcal toxic shock-like syndrome - STSS).

## الأعراض
قد تتفاوت الأعراض اعتمادا على سبب الحمى الطفحية. وكثيرا ما تحدث الحمى الطفحية الفيروسية في صورة أوبئة صغيرة جدا حيث قد يكون هناك أطفال آخرون متأثرون في نفس الوقت. واعراض الحمى الطفحية تظهر كبقع أو تبقعات قد تكون مثيرة للحكة في بعض الحالات. وقد يصاب المريضى بأعراض توعك صحي عامة تتضمن:
1-حمى.
2-وعكة صحية.
3-صداع.
4-فقدان الشهية.
5-آلام بالبطن.
6-سرعة التهيج والغضب والتوتر.
7-الام في العضلات.

## العلاج
علاج الحمى الطفحية يعتمد على السبب، ومعظم مرضى الحمى الطفحية غير النوعية لا يحتاجون لأي علاج حيث أن الإصابة في أغلب الحالات تكون قصيرة الأجل وتزول تلقائيا. وقد تعالج بعض الأعراض إذا لزم الأمر بالباراسيتامول لتقليل الحمى أو بمضادات الحساسية مثل (مضادات الهيستامين) الموضعية أوالتي تعطى عن طريق الفم، أو قد تستعمل تركيبات مثل دهان كالامين لتخفيف الحكة.